# 轻型航空母舰

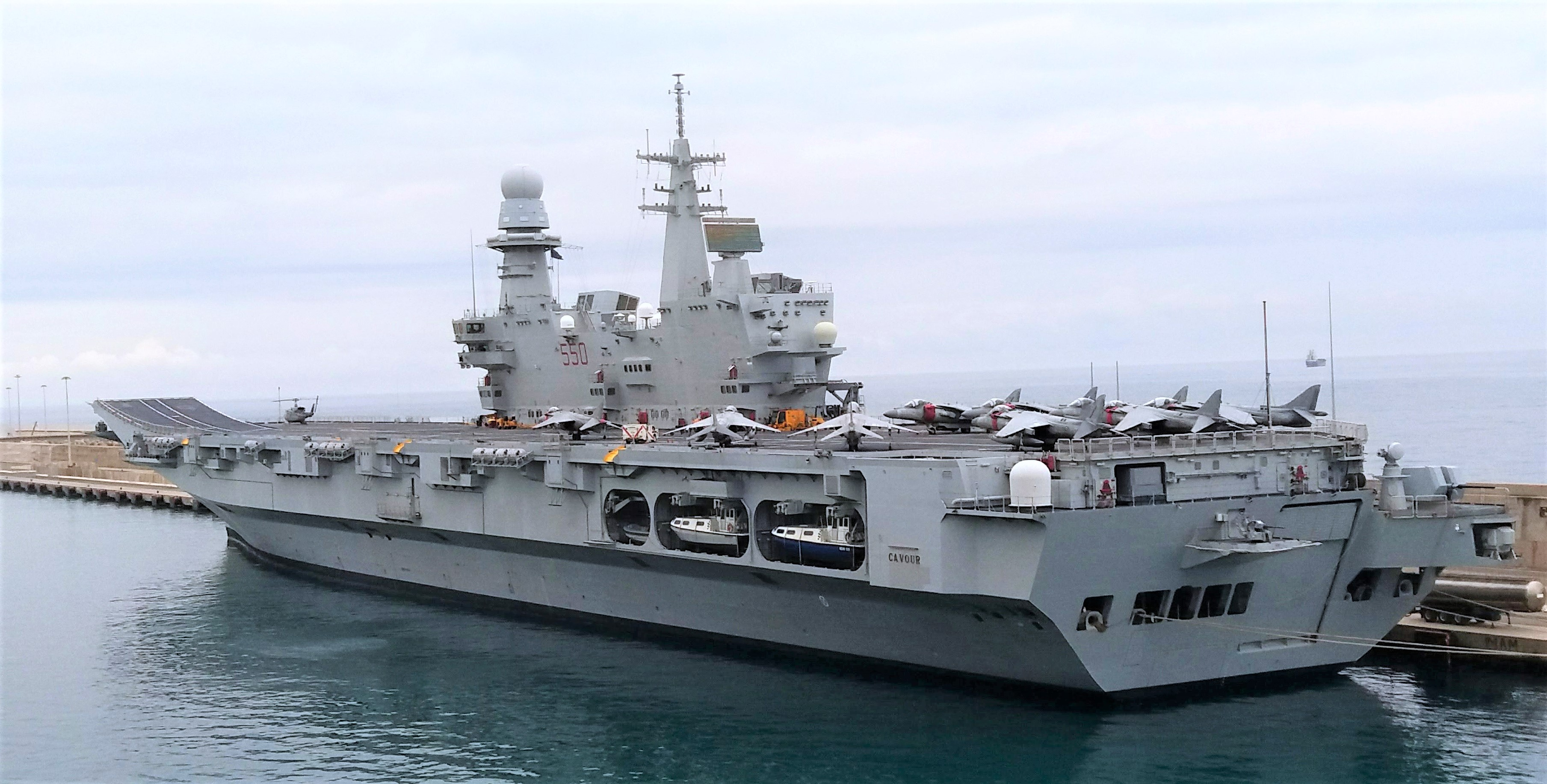
義大利海軍所屬的加富爾號航空母艦

轻型航空母舰也称为轻型舰队母舰，是比標準航空母舰較小的航空母艦。虽然各国定义略有不同，它一般排水量與運載量是標準航空母艦的一半或三分之一，排水量多半不超過30,000噸，可運載的艦載機也多半不超過30架。旧日本海军的苍龙级虽然是舰队航空母舰，但因其排水量就被美国海军视为轻型航空母艦。但是一般轻型航空母艦被认为和舰队航空母艦有同样的高速度，因此仍被歸類於艦隊航空母艦的一種，而护航航空母舰因为低速只是用来保护运输船队或是两栖舰队。

## 各國輕型航空母艦

### 現役
- 意大利
  - 加富爾號航空母艦
- 泰國
  - 查克里·納呂貝特號航空母艦

### 退役/沉沒
- 意大利
  - 加里波底號航空母艦[1]
- 阿根廷
  - 獨立號航空母艦（英语：HMS Warrior (R31)）
  - 5月25日號航空母艦
- 澳洲
  - 雪梨號航空母艦（英语：HMAS Sydney (R17)）
  - 復仇號航空母艦
  - 墨爾本號航空母艦
- 加拿大
  - 戰士號航空母艦（英语：HMS Warrior (R31)）
  - 華麗號航空母艦（英语：HMCS Magnificent (CVL 21)）
  - 波納文徹爾號航空母艦（英语：HMCS Bonaventure (CVL 22)）
- 巴西
  - 米勒斯吉拿斯號航空母艦
- 法國
  - 貝勒森林號航空母艦
  - 拉法葉號航空母艦
  - 阿爾羅芒謝萊班號航空母艦（英语：French aircraft carrier Arromanches (R95)）
- 日本
  - 鳳翔號航空母艦
  - 龍驤號航空母艦
  - 瑞鳳號航空母艦
  - 祥鳳號航空母艦
  - 龍鳳號航空母艦
  - 千歲號航空母艦
  - 千代田號航空母艦
- 印度
  - 維克蘭特號航空母艦 (R11)
  - 維拉特號航空母艦
- 荷蘭
  - 卡雷爾·多爾曼號航空母艦（英语：HNLMS Karel Doorman (R81)）
- 西班牙
  - 戴達羅號航空母艦
  - 阿斯圖里亞斯親王號航空母艦
- 英國
  - HMS Centaur (R06)
  - HMS Albion (R07)
  - HMS Bulwark (R08)
  - 競技神號航空母艦 (R12)
  - HMS Colossus (R15)
  - HMS Glory (R62)
  - HMS Ocean (R68)
  - HMS Venerable (R63)
  - HMS Vengeance (R71)
  - HMS Pioneer (R76)
  - HMS Warrior (R31)
  - HMS Theseus (R64)
  - HMS Triumph (R16)
  - HMS Perseus (R51)
  - 威嚴號航空母艦
  - Terrible
  - Magnificent
  - 大力神號航空母艦
  - Powerful
  - 無敵號航空母艦（R05）
  - 皇家方舟號航空母艦 (R07)
  - 光輝號航空母舰 (R06)
- 美國
  - 獨立號航空母艦 (CVL-22)
  - 普林斯頓號航空母艦 (CVL-23)
  - 貝勞森林號航空母艦
  - 科本斯號航空母艦
  - 蒙特利號航空母艦
  - 聖哈辛托號航空母艦
  - 巴丹號航空母艦
  - 卡伯特號航空母艦
  - 蘭利號航空母艦 (CVL-27)
  - 萊特號航空母艦
  - 塞班島號航空母艦
  - 萊特號航空母艦

## 閃電航母
「閃電航母」（lightning carrier）是「鷂式航母」（Harrier carrier）概念的重命名版本，採用垂直（短距）起降方式的AV-8鷂式II戰鬥攻擊機和F-35B閃電II戰鬥機，給兩棲攻擊艦帶來輕型航空母艦的功能。
《商業內幕》10月25日報導，分配給美國海軍陸戰隊第3航空聯隊（3rd Marine Aircraft Wing）第122海軍陸戰隊攻擊戰鬥中隊（VMFA122）的13架F-35B戰機登上美利堅號兩棲突擊艦，以測試「閃電航母」概念。
- 閃電航母
  - 美利堅級兩棲突擊艦
  - 胡蜂級兩棲突擊艦
  - 第里雅斯特級兩棲突擊艦
  - 出云级直升机护卫舰
- 鷂式航母
  - 美利堅級兩棲突擊艦
  - 胡蜂級兩棲突擊艦
  - 塔拉瓦級兩棲突擊艦
  - 胡安·卡洛斯一世號戰略投射艦

## 無人機航母
- 阿纳多卢号两栖攻击舰

在2021年3月，土耳其國防工業部（SSB）宣布，阿納多盧號將會成為無人機母艦，裝備
土耳其拜拉克塔爾防務 (Baykar Defense)開發的TB-3無人機等。TB-3是拜拉克塔爾以現有
TB-2為基礎進一步放大發展而來。